# Ка Музестре (Венеција)
Ка Музестре (итал. Ca' Musestre) је насеље у Италији у округу Венеција, региону Венето.
Према процени из 2011. у насељу је живело 13 становника. Насеље се налази на надморској висини од -1 м.